# Giovanni Bono (beato)
Giovanni Bono, o Buono,  Giambono, Gian Bono,  Zanibono e Zannebono (Mantova, 1168 – Mantova, 16 ottobre 1249), è stato un religioso italiano.
Fu beatificato nel 1483 da papa Sisto IV.

## Biografia
Giovanni Bono nacque a Mantova da Giovanni e Bona, forse da loro prese il nome che in alcune antiche documentazioni viene indicato come "Zanibonus", "Jambonus", "Zanebonus". Secondo una tradizione non documentata si considererebbe l'origine della famiglia a quella nobile dei Bonomi.

Orfano di padre a quindici anni, si allontanò da casa per fare l'attore girovago lasciando sola la madre, persona molto pia e devota a santa Monica. 
Colpito da grave malattia decise, per adempiere ad un voto, dopo la guarigione (1209), di dedicarsi a vita contemplativa e di preghiera. Si ritirò presso Bertinoro nel cesenatese, e successivamente in quella che è la frazione di Rio Eremo, che dalla sua dimora prese il nome, presso la valletta laterale del "Butriolo" (così chiamata per la sua caratteristica forma ad imbuto) dove visse da asceta.
Secondo la ricostruzione storica più attendibile, il mantovano Giovanni Bono giunse a Cesena intorno al 1210 e scelse come suo luogo di ritiro spirituale un luogo impervio, la valle detta del "Butriolo" che, pur situata a pochi chilometri dalla città di Cesena, si presentava disabitata e ricoperta di fitta vegetazione. Dopo alcuni anni passati in solitudine all'interno di grotte scavate nel tufo,  ancora visibili,  l'eremita diventato ormai famoso nella zona fu raggiunto da altri discepoli, i quali diedero inizio alla costruzione dell'eremo e formarono il primo nucleo dell'ordine degli Eremitami di San Giovanni Bono detti giambonini, riconosciuto poi da papa Innocenzo IV nel 1246.
La figura di Giovanni Bono e la sua dottrina rientrano pienamente in quel clima di fermento religioso che investi l'Italia centrale nella prima metà del secolo XIII, che vide tendenze ereticali di movimenti religiosi lottare per un rinnovamento morale e spirituale della struttura ecclesiastica. L'importanza che l'eremo del Butriolo venne ad assumere nel panorama religioso di quegli anni è testimoniato dalla credenza che vuole san Francesco d'Assisi tra i visitatori dell'eremo. Così come i francescani, anche i Giambonini di Giovanni Bono si sottoposero all'autorità papale e diedero il loro appoggio alla lotta della Chiesa contro le eresie. La comunità eremitana era già solida quando, nel 1249, Giovanni Bono si recò nell'eremo di Sant'Agnese in Porto, presso Mantova, ove morì.
La sua salma fu collocata nel 1251 in un'urna nella chiesa di sant'Agnese, venendo poi riesumata negli anni tra il 1252 e il 1798 cinque volte, e dichiarata in uno stato incorrotto dalle autorità ecclesiastiche. Con la soppressione del convento agostiniano fu posta nel duomo di Mantova e successivamente nel chiesa di Santa Maria dei Voti.
Pochi anni dopo la sua morte, per volere del Papa, gli eremitani furono accorpati nella "Grande Unione delle Congregazioni Agostiniane". La chiesetta intitolata a santa Maria e l'eremo del Butriolo, non più abitati dalla comunità monastica, rimasero per secoli un importante luogo di culto.

## Beatificazione e culto
Il processo di beatificazione si tenne a Mantova. Il 17 giugno 1251 furono nominati i membri della commissione diocesana tra cui il vescovo Alberto da Modena, il priore dei canonici di Mantova con precise disposizioni di papa Innocenzo IV che consegnò precise disposizioni
Guizzardo, priore del convento mantovano di Santa Agnese fu il postulatore con la collaborazione di Martino priore di Cesena con l'alternanza nel triennio dal 1252 al 1254 dei frati Lanfranco, Salveto, Ardizzione, Bonaventura, Giovannino e Biagio. Furono chiamati i giamboniti quali testimoni della vita del beato, tra questi nel processo furono citati alcuni preti e laici convertiti ta i quali Giacomo e Giovanni di barba, Bertolino, Bonicurcio, Corrato, Nasinbene, Vitale e Stefano che pare fosse un parente del Giambono.
Giovanni Bono fu proclamato beato nel 1483 da papa Sisto IV. Viene ricordato il 23 ottobre, e a Mantova il giorno della sua morte il 16  ottobre.